# Suzanne Wurtz
Suzanne Wurtz (* 26. Dezember 1900 in Paris; † 27. Juli 1982 in Aix-en-Provence) war eine französische Schwimmerin.

## Karriere
Wurtz nahm 1920 an den Olympischen Spielen in Antwerpen teil. In den Wettbewerben über 100 m und 300 m Freistil erreichte sie jeweils das Finale nicht. Im selben Jahr sicherte sie sich die französische Meisterschaft über 100 m und 300 m Freistil. Zusätzlich hielt sie in den Jahren zwischen 1919 und 1921 den nationalen Rekord über 400 m Freistil.